# Formicophilie

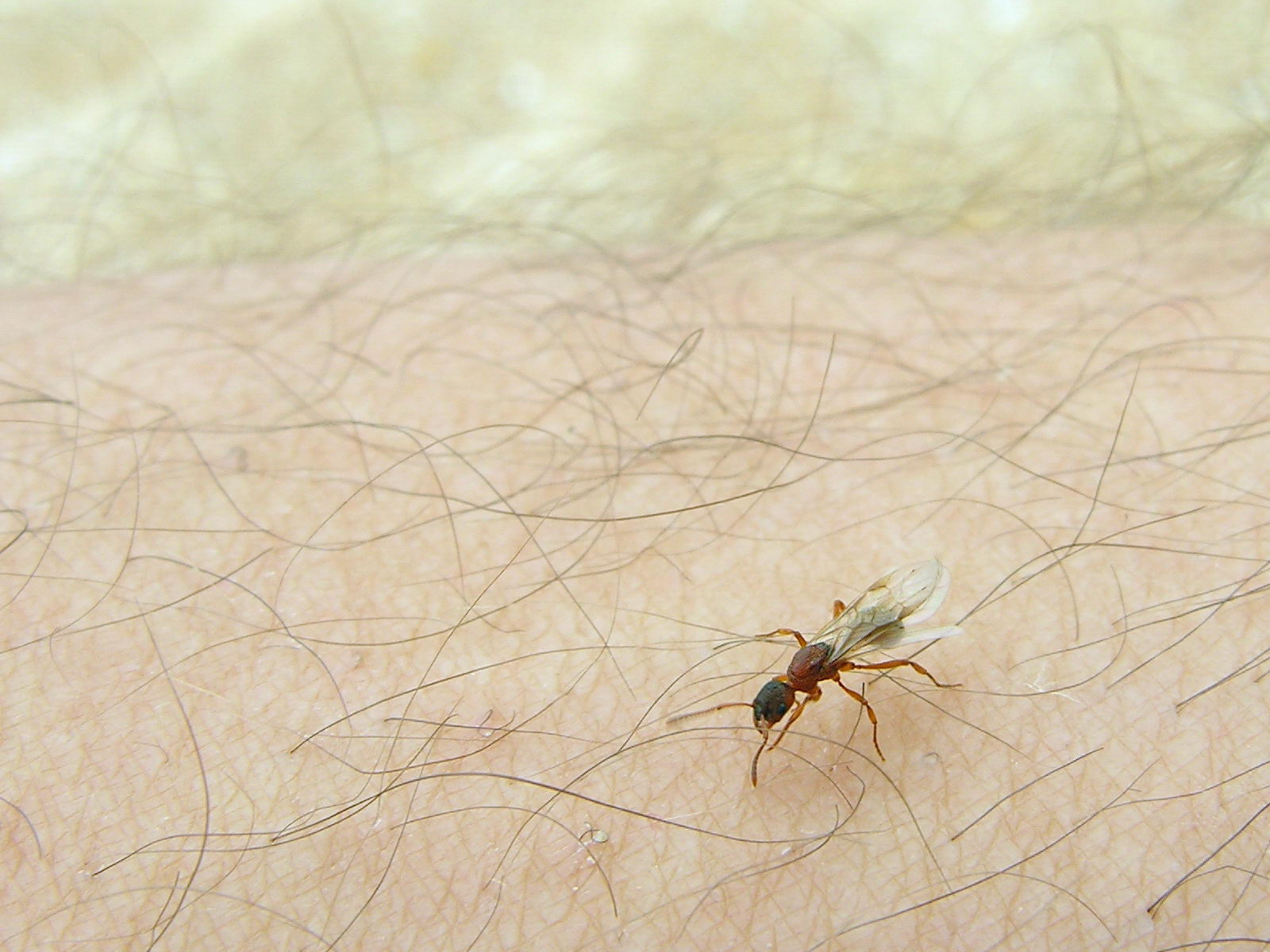
Fourmi sur la peau humaine.

La formicophilie, une forme de zoophilie, est l'intérêt sexuel d'être grignoté par de petits insectes, tels que les fourmis. Cette paraphilie implique souvent l'application d'insectes sur les parties génitales, mais également sur d'autres parties du corps. Les effets désirés peuvent être les chatouilles ou une sensation de piqûre.